# Sôter (pape)
Pour les articles homonymes, voir Sôter.
Sôter (grec moderne : Σωτήρ, latin : Soterius) est, selon la tradition catholique, le 12e évêque de Rome. Il succède à Anicet vers 162 (ou 168) environ, sous le règne de l'empereur romain Marc Aurèle et est pape jusqu'à sa mort en 170 ou 177.
Selon l'Annuaire pontifical, les dates pourraient varier de 162–168 à 170–177. Il semble être originaire de Fondi, dans la région du Latium.
Il est connu pour avoir déclaré que le mariage n'était valable qu'en tant que sacrement béni par un prêtre et aussi pour avoir officiellement inauguré Pâques en tant que fête annuelle à Rome.
Son nom, du grec Σωτήριος de σωτήρ « sauveur », serait son nom de baptême, car sa vie est antérieure à la tradition d'adoption de noms de règne.

## Biographie
Le Liber Pontificalis rapporte que Sôter est né à Fondi, où il est encore possible de visiter sa maison natale et où vivent encore ses descendants ; d'autres ont émis l'hypothèse de son origine grecque, peut-être en raison de l'intérêt qu'il portait aux problèmes des Églises grecques,.
L'une de ses premières mesures, après son élection, est d'organiser une collecte d'argent destinée aux besoins de l'Église de Corinthe. La lettre que Sôter écrit au nom de l'Église de Rome à l'Église de Corinthe a été perdue, bien que Adolf von Harnack et d'autres aient tenté de l'identifier avec la soi-disant « Seconde épître de Clément ». La lettre de remerciement pour cette collecte envoyée par Denys de Corinthe, évêque de Corinthe, a survécu jusqu'à ce jour. Le geste prend une pertinence qui va au-delà de la simple charité chrétienne : Sôter assigne en effet à l'Église de Rome une position d'assistante des autres Églises chrétiennes et, par conséquent, aussi de guide sur la ligne d'amour et de charité tracée par le message évangélique. C'est pourquoi Sôter est également connu comme le « pape de la charité ».
À l'époque, les idées de l'hérésie montaniste se répandent de plus en plus, ce qui conduit à des positions rigoristes et antisociales, qui poussent peut-être l'empereur romain Marc Aurèle à poursuivre la répression et la persécution des chrétiens. Le pouvoir impérial ne prend pas la peine de faire la distinction entre les chrétiens « orthodoxes » et les chrétiens « hérétiques ». On ne sait pas avec précision quand l'Église romaine a pris sa position définitive contre le montanisme. Tertullien rapporte qu'un évêque romain a envoyé des lettres conciliantes aux montanistes, mais sur la base des plaintes de Praxéas « concernant les prophètes eux-mêmes et leurs églises, et en insistant sur les décisions des prédécesseurs de l'évêque », il a forcé le pontife à rappeler ces lettres. Le Praedestinatorum Haeresis (autrefois attribué à Augustin d'Hippone, mais maintenant considéré comme l'œuvre d'un auteur inconnu) déclare que « Saint Sôter, pape de la ville, a écrit contre eux un livre, tout comme le maître Apollonius d'Ephèse. C'est ce qu'écrivait le prêtre Tertullien de Carthage, qui a bien écrit en tous points, a écrit le premier et a écrit de manière incomparable, en cela seulement de manière répréhensible, qu'il a défendu Montanus ». À Rome, les Gnostiques et les Marcionites continuèrent à prêcher contre l'Église catholique.
Concernant la persécution de Marc Aurèle, Tertullien rapporte qu'un édit de tolérance a été émis par l'empereur envers les chrétiens à la suite du soi-disant « Miracle de la Légion de la Foudre » : lors de la campagne contre les Quades en 174, une légion romaine était sur le point d'être anéantie par l'ennemi car affaiblie par une très grave sécheresse lorsque, à la suite des prières d'un groupe de légionnaires chrétiens, il se mit à pleuvoir si violemment que les troupes furent rassurées et que la foudre vainquit l'ennemi, favorisant ainsi la victoire et le salut de la légion. L'événement est historiquement établi (il est également représenté sur l'un des bas-reliefs de la colonne d'Antonin le Pieux), mais il semble peu probable que l'autorité païenne l'ait accrédité comme l'intervention du Dieu des chrétiens plutôt que de Jupiter pluvien ou de quelque autre divinité de la mythologie romaine. De fait, aucune autre source ne parle d'édits de tolérance de Marc Aurèle.
L'usage de célébrer Pâques, non pas chaque dimanche mais un seul dimanche par an, celui suivant le 14 nisan, par opposition aux Églises d'Asie Mineure qui observent la date « quatorzième », le 14 nisan, quel que soit le jour de la semaine, remonterait au pontificat de Sôter.
Selon les lettres qu'il écrit  à Denis, évêque de Corinthe, il adopte une position très ferme sur la réadmission des repentis dans la communauté chrétienne, ainsi que sur la morale sexuelle.
Parmi les décisions prises par Sôter figure la déclaration selon laquelle le mariage n'est valable que comme sacrement béni par un prêtre.
Il réitère le décret interdisant aux femmes de toucher la patène et le calice et de brûler de l'encens lors des cérémonies. Ce décret constitue un moment important dans l'histoire de l'Église et des relations entre l'Église de Rome et les femmes : depuis des temps très anciens, en effet, les diaconesses sont présentes dans l'ordre ecclésiastique, avec des tâches bien définies.
On attribue à Sôter, sans doute à tort, une lettre sur le montanisme et sur la prédestination.

## Mort et sépulture

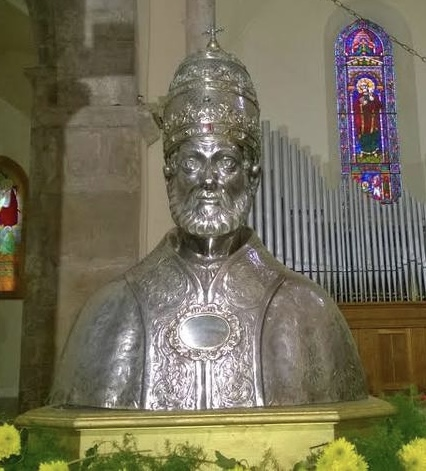
Saint Sôter, Fondi.

Il n'y a aucune preuve que Sôter soit mort en martyr.
Il a été enterré au catacombe de Saint-Calixte à Rome. Selon une autre tradition, il aurait été enterré près de la tombe de saint Pierre.
À l'époque du pape Serge II (844–847), ses restes sont transférés dans la basilique Saint-Martin de Rome (rione Monti), où une plaque de 1655 indique une supposée découverte de ses restes, et de là dans la basilique San Sisto Vecchio.
Selon d'autres traditions, une partie de sa dépouille serait conservée dans la cathédrale Sainte-Marie de Tolède.

## Martyrologie romaine
La fête de saint Sôter est célébrée le 22 avril, tout comme celle de Saint Caius. Le martyrologe romain, liste officielle des saints reconnus, fait référence à Sôter : « À Rome, saint Sôter, pape, que Denys de Corinthe loue pour sa charité exceptionnelle envers les chrétiens exilés nécessiteux qui venaient à lui et envers ceux qui avaient été condamnés aux mines. ».
On a souvent supposé que tous les premiers papes souffraient du martyre, mais le martyrologe romain ne donne pas au pape Sôter le titre de martyr. Le livre détaillant la révision de 1969 du Calendrier liturgique romain déclare : « Il n'y a aucune raison d'inclure saint Sôter et saint Caïus parmi les martyrs. » .